# Ida Heinrich
Ida Heinrich (30. august 1979 – 15. februar 2019) var en grønlandsk operasanger. Ida Heinrich sunget i flere af Björks film.  Ida Heinrich modtog i 2018  Den Grønlandske Kulturpris.